# Miłosz
Miłosz – męskie imię pochodzenia słowiańskiego oznaczające „tego, który jest miłowany”, będące pierwotnie zdrobnieniem dwuczłonowych imion takich jak:  Miłobor, Miłobrat, Miłogost, Miłgost, Miłorad, Miłosław, Miełosław, Miłostryj, Miłowit, Miłwit. Forma Miłosz została zapisana już w 1136 roku w Bulli gnieźnieńskiej.
Miłosz imieniny obchodzi 25 stycznia.
Imię Miloš (Милош) występuje w wielu językach słowiańskich.
Wedle danych PESEL według stanu na 19 stycznia 2024 roku imię to nosiło w Polsce 64 993 mężczyzn.

## Osoby noszące imię Miłosz
- Miłosz Anabell (pseudonim literacki Bartosza Konstrata)
- Miłosz Biedrzycki – polski poeta
- Miłosz „Miuosh” Borycki – polski raper
- Miloš Forman – czeski reżyser filmowy
- Miłosz Haber – polski judoka
- Miłosz Kotarbiński – polski malarz
- Miłosz Magin – polski pianista i kompozytor
- Miłosz Obrenowić – książę Serbii
- Miloš Nikić – serbski siatkarz
- Miłosz Stengel – aktor i przedsiębiorca teatralny
- Miłosz Wiatrowski-Bujacz – polski ekonomista
- Miloš Zeman – czeski polityk socjaldemokratyczny